# Ann Granger

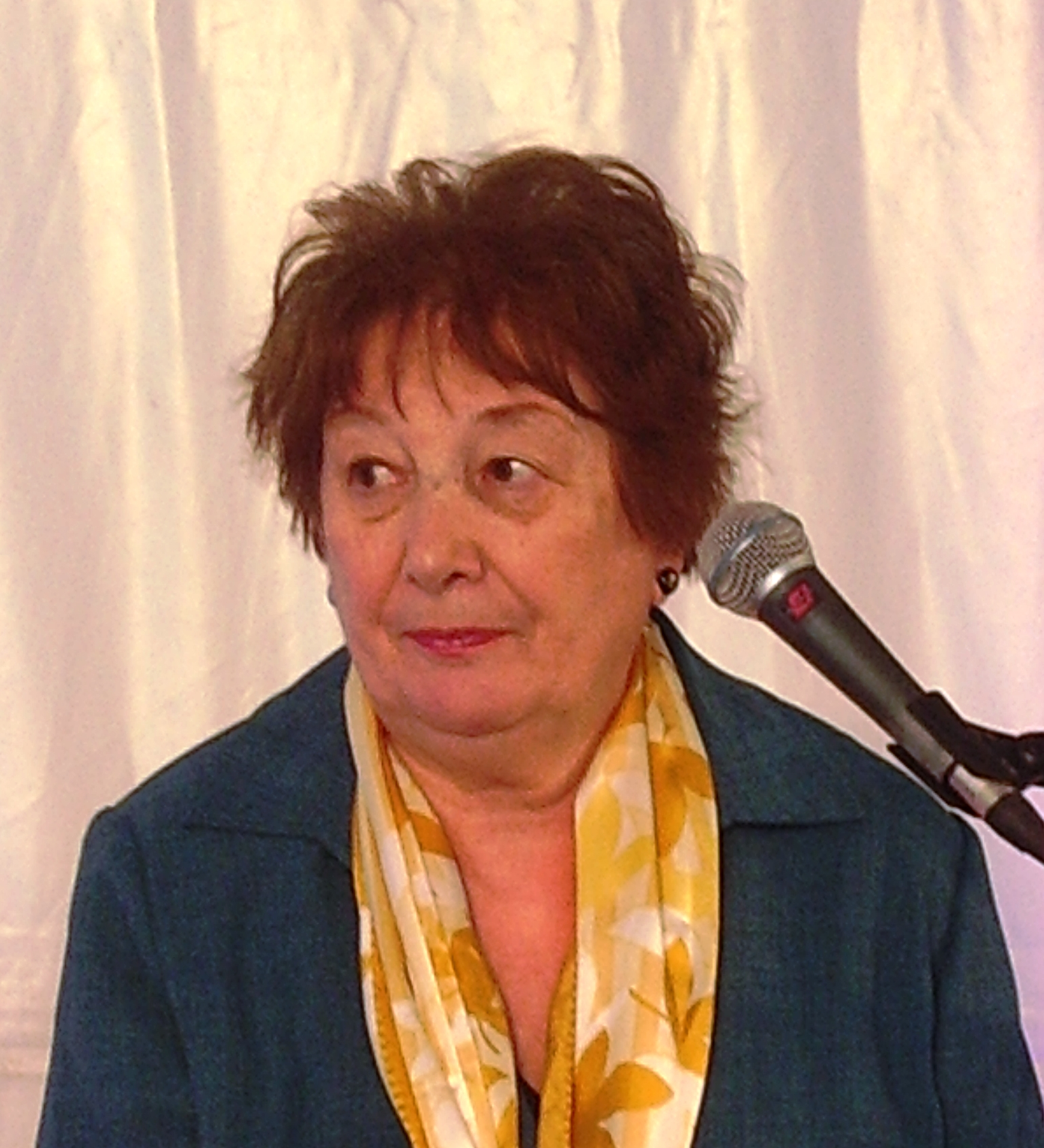
Ann Granger, 2009

Patricia Ann Granger (* 1939 in Portsmouth, England) ist eine englische Krimi-Schriftstellerin.

## Leben
Ann Granger studierte moderne Sprachen an der London University und war im Anschluss als Englischlehrerin in Frankreich, Jugoslawien, der Tschechoslowakei und in Österreich beschäftigt. Sie ging danach in den diplomatischen Dienst. Gemeinsam mit ihrem Ehemann war sie in Sambia und später in Deutschland tätig. Daraufhin kehrte sie mit ihren zwei Kindern nach England zurück, wo sie ihre Tätigkeit als Schriftstellerin begann. Sie veröffentlichte historische Romane unter dem Pseudonym Ann Hulme, bevor sie ab 1991 durch ihre Krimiserien bekannt wurde. In ihrer ersten Serie englischer Landkrimis spielten Meredith Mitchell und Inspektor Alan Markby die Hauptrollen. 1997 begann sie eine zweite Serie mit der Detektivin Fran Varady als Heldin. Um das Paar Mitchell und Markby sind 15 Romane erschienen, um Fran Varady sieben Bände. Beide Serien gelten seit 2004 bzw. 2007 als beendet. Ihre dritte, 2006 begonnene Serie, diesmal vom Genre „Historische Krimis“, rankt sich um Lizzie Martin und Benjamin Ross. Seit 2009 hat sie mit Jessica Campbell auch wieder eine moderne Polizeiermittlerin. 2019 traf sie in Ein unerledigter Mord auf Mitchell und Markby, die inzwischen im Ruhestand waren.
Granger lebt in Bicester bei Oxford.

## Publikationen (Auswahl)
- Historische Romane
  - A Poor Relation. 1979.
  - Summer Heiress. 1982.
  - The Garden of the Azure Dragon. 1986.
  - The Unexpected American. 1989.
  - A Scandalous Bargain. 1990.
  - False Fortune. 1991.

- Markby-&-Mitchell-Reihe (als „Krimi Edition“ bei Bertelsmann erschienen)
  - Mord ist aller Laster Anfang. (Say It with Poison, 1991), Verlagsgruppe Lübbe, 1999, ISBN 3-404-12966-0.
  - Fuchs, du hast die Gans gestohlen. (A Season for Murder, 1991), Verlagsgruppe Lübbe, 2000, ISBN 3-404-14321-3.
  - Warte, bald ruhest auch du. (Cold in the Earth, 1992), Verlagsgruppe Lübbe, 2000, ISBN 3-404-14375-2.
  - Messer, Gabel, Schere, Mord. (Murder Among Us, 1992), Verlagsgruppe Lübbe, 2001, ISBN 3-404-14479-1.
  -  Wer andern eine Grube gräbt. (Where Old Bones Lie, 1993), Verlagsgruppe Lübbe, 2001, ISBN 3-404-14566-6.
  - Ein schöner Ort zum Sterben. (A Fine Place for Death, 1994), Verlagsgruppe Lübbe, 2002, ISBN 3-404-14696-4.
  - Blumen für sein Grab. (Flowers for His Funeral, 1994), Verlagsgruppe Lübbe, 2002, ISBN 3-404-14787-1.
  - Kerzenlicht für eine Leiche. (Candle for a Corpse, 1995), Verlagsgruppe Lübbe, 2003, ISBN 3-404-14865-7.
  - Ein Hauch von Sterblichkeit. (A Touch of Mortality, 1996), Verlagsgruppe Lübbe, 2003, ISBN 3-404-14970-X.
  - Ihr Wille geschehe. (A Word After Dying, 1996), Verlagsgruppe Lübbe, 2004, ISBN 3-404-15119-4.
  - Tote kehren nicht zurück. (Call the Dead Again, 1998), Verlagsgruppe Lübbe, 2004, ISBN 3-404-15201-8.
  - In dunkler Tiefe sollst du ruhn. (Beneath These Stones, 1999), Verlagsgruppe Lübbe, 2005, ISBN 3-404-15292-1.
  - Mord wirft lange Schatten. (Shades of Murder, 2000), Verlagsgruppe Lübbe, 2005, ISBN 3-404-15383-9.
  - Der Fluch der bösen Tat. (A Restless Evil, 2002), Verlagsgruppe Lübbe, 2006, ISBN 3-404-15470-3.
  - Und sei getreu bis in den Tod. (That Way Murder Lies, 2004), Verlagsgruppe Lübbe, 2006, ISBN 3-404-15569-6.
  - Ein unerledigter Mord.[1] (An Unfinished Murder, 2018), Verlagsgruppe Lübbe, 2019, ISBN 978-3-404-17859-9.

- Fran-Varady-Reihe
  - Nur der Tod ist ohne Makel. (Asking for Trouble, 1997), Verlagsgruppe Lübbe, 2004, ISBN 3-404-26371-5.
  - Denn umsonst ist nur der Tod. (Keeping Bad Company, 1997), Verlagsgruppe Lübbe, 2003, ISBN 3-404-92147-X.
  - Die wahren Bilder seiner Furcht. (Running Scared, 1998), Verlagsgruppe Lübbe, 2004, ISBN 3-404-92174-7.
  - Dass sie stets Böses muss gebären. (Risking It All, 2001), Verlagsgruppe Lübbe, 2006, ISBN 3-404-92202-6.
  - Und hüte dich vor deinen Feinden. (Watching Out, 2003), Verlagsgruppe Lübbe, 2007, ISBN 978-3-404-92240-6.
  - Denn mit Morden spielt man nicht. (Mixing with Murder, 2005), Verlagsgruppe Lübbe, 2007, ISBN 978-3-404-92261-1.
  - Und das ewige Licht leuchte ihr. (Rattling the Bones, 2007), Verlagsgruppe Lübbe, 2008, ISBN 978-3-404-92289-5.

- Martin-&-Ross-Reihe
  - Wer sich in Gefahr begibt. (A Rare Interest in Corpses, 2006), Verlagsgruppe Lübbe, 2007, ISBN 978-3-7857-2275-6.
  - Neugier ist ein schneller Tod. (A Mortal Curiosity, 2008), Verlagsgruppe Lübbe, 2008, ISBN 978-3-7857-2343-2.
  - Ein Mord von bessrer Qualität. (A Better Quality of Murder, 2010), Verlagsgruppe Lübbe, 2010, ISBN 978-3-7857-2414-9.
  - Ein guter Blick fürs Böse. (A Particular Eye for Villainy, 2012), Verlagsgruppe Lübbe, 2013, ISBN 978-3-7857-2461-3.
  - Die Beichte des Gehenkten. (The Testimony of the Hanged Man, 2014), Verlagsgruppe Lübbe, 2015, ISBN 978-3-7857-2539-9.
  - Die Tote von Deptford. (The Dead Woman of Deptford, 2016), Verlagsgruppe Lübbe, 2017, ISBN 978-3-404-17705-9.
  - Mord ist eine harte Lehre. (The Murderer’s Apprentice), 2019, Verlagsgruppe Lübbe, 2019, ISBN 978-3-7857-2656-3.
  - Die Frau des Inspektors. (The Truth-Seekers's Wife), 2021, Verlagsgruppe Lübbe, 2022, ISBN 978-3-7857-2822-2.
  - Der tote Antiquar von Limehouse. (The Old Rogue of Limehouse), 2023, Verlagsgruppe Lübbe, 2024, ISBN 978-3-7577-0076-8.

- Jessica-Campbell-Reihe
  - Stadt, Land, Mord. (Mud, Muck and Dead Things, 2009), Verlagsgruppe Lübbe, 2010, ISBN 978-3-404-16392-2.
  - Mord hat keine Tränen. (Rack, Ruin and Murder, 2011), Verlagsgruppe Lübbe, 2011, ISBN 978-3-404-16073-0.
  - Asche auf sein Haupt. (Bricks and Mortality, 2013), Verlagsgruppe Lübbe, 2013, ISBN 978-3-404-16838-5.
  - Mord mit spitzer Feder. (Dead in the Water, 2015), Verlagsgruppe Lübbe, 2016, ISBN 978-3-404-17335-8.
  - In des Waldes düstren Gründen. (Rooted in Evil, 2017), Verlagsgruppe Lübbe, 2017, ISBN 978-3-404-17314-3.
  - Mord will keine Zeugen. (A Matter of Murder, 2020), Verlagsgruppe Lübbe, 2021, ISBN 978-3-404-18512-2.

Ann Grangers Krimiserien sind im Bastei Lübbe Verlag auch in digitaler Form erhältlich.
- Hörbuch
  - Blind Date

## Weblink
- Literatur von und über Ann Granger im Katalog der Deutschen Nationalbibliothek

| Personendaten    | Personendaten                                 |
| ---------------- | --------------------------------------------- |
| NAME             | Granger, Ann                                  |
| ALTERNATIVNAMEN  | Granger, Patricia Ann; Hulme, Ann (Pseudonym) |
| KURZBESCHREIBUNG | englische Krimi-Schriftstellerin              |
| GEBURTSDATUM     | 1939                                          |
| GEBURTSORT       | Portsmouth, England                           |